# Ma vie après toi
Pour plus de détails, voir Fiche technique et Distribution.
Ma vie après toi (Soltera Codiciada) est un film péruvien réalisé par Bruno Ascenzo et Joanna Lombardi, sorti en 2018.

## Synopsis
Une Péruvienne décide d'écrire un blog sur sa vie de célibataire et celui-ci rencontre un grand succès.

## Fiche technique
- Titre : Ma vie après toi
- Titre original : Soltera Codiciada
- Réalisation : Bruno Ascenzo et Joanna Lombardi
- Scénario : María José Osorio et Mara Pescio
- Musique : Jorge Miranda
- Photographie : Roberto Maceda Kohatsu
- Montage : Eric Williams
- Production : Miguel Valladares
- Société de production : Tondero Films
- Pays :  Pérou
- Genre : Comédie
- Durée : 104 minutes
- Dates de sortie : 
  - Pérou : 31 mai 2018
  - Netflix : 29 novembre 2018

## Distribution
- Gisela Ponce de León : María Fé
- Karina Jordán : Natalia
- Christopher Von Uckermann : Santiago
- Jely Reategui : Carolina
- Andrés Salas : Matías
- Carlos Carlín : Ramiro